# Canton de Grenade
Le canton de Grenade est une ancienne division administrative française de l’arrondissement français de Toulouse, située dans le département de la Haute-Garonne et la région Midi-Pyrénées et faisait partie de la cinquième circonscription de la Haute-Garonne depuis le redécoupage de 2010.

## Composition
Le canton de Grenade regroupait les 15 communes et comptait 33 882 habitants (population municipale) au 1er janvier 2010.
| Nom                 | Code Insee | Intercommunalité      | Superficie (km2) | Population (dernière pop. légale) | Densité (hab./km2) |
| ------------------- | ---------- | --------------------- | ---------------- | --------------------------------- | ------------------ |
| Grenade             | 31232      | CC des Hauts Tolosans | 37,01            | 8 557 (2014)                      | 231                |
| Aussonne            | 31032      | Toulouse Métropole    | 13,76            | 6 922 (2014)                      | 503                |
| Merville            | 31341      | CC des Hauts Tolosans | 30,68            | 5 112 (2014)                      | 167                |
| Seilh               | 31541      | Toulouse Métropole    | 6,16             | 3 109 (2014)                      | 505                |
| Daux                | 31160      | CC des Hauts Tolosans | 16,88            | 2 245 (2014)                      | 133                |
| Montaigut-sur-Save  | 31356      | CC des Hauts Tolosans | 12,65            | 1 603 (2014)                      | 127                |
| Larra               | 31592      | CC des Hauts Tolosans | 16,36            | 1 701 (2014)                      | 104                |
| Launac              | 31281      | CC des Hauts Tolosans | 22,32            | 1 396 (2014)                      | 63                 |
| Thil                | 31553      | CC des Hauts Tolosans | 23,68            | 1 175 (2014)                      | 50                 |
| Bretx               | 31089      | CC des Hauts Tolosans | 8,41             | 617 (2014)                        | 73                 |
| Saint-Paul-sur-Save | 31507      | CC des Hauts Tolosans | 5,07             | 1 471 (2014)                      | 290                |
| Ondes               | 31403      | CC des Hauts Tolosans | 6,57             | 701 (2014)                        | 107                |
| Le Burgaud          | 31093      | CC des Hauts Tolosans | 24,18            | 915 (2014)                        | 38                 |
| Saint-Cézert        | 31473      | CC des Hauts Tolosans | 8,94             | 426 (2014)                        | 48                 |
| Menville            | 31338      | CC des Hauts Tolosans | 5,07             | 707 (2014)                        | 139                |

## Démographie
| 1962  | 1968   | 1975   | 1982   | 1990   | 1999   | 2006   | 2011   | 2012   |
| ----- | ------ | ------ | ------ | ------ | ------ | ------ | ------ | ------ |
| 9 141 | 10 330 | 12 672 | 16 754 | 19 245 | 23 245 | 28 727 | 34 598 | 35 271 |

## Administration

### Conseillers généraux de 1833 à 2015
| Période | Période          | Identité                                  | Étiquette                  | Qualité                                                                                    |
| ------- | ---------------- | ----------------------------------------- | -------------------------- | ------------------------------------------------------------------------------------------ |
| 1833    | 1839             | Auguste Théodore Rolland                  |                            | Propriétaire, industriel et sériciculteur, maire de Toulouse (1833-1835)                   |
| 1839    | 1848             | Charles de Lartigue                       |                            | Vice-Président du Tribunal de Toulouse                                                     |
| 1848    | 1871             | Laurent Antoine Cornac                    |                            | Notaire et propriétaire Maire de Grenade, conseiller d'arrondissement                      |
| 1871    | 1878 (démission) | Amédée Marc Montané                       | Républicain                | Propriétaire Député (1878-1885)                                                            |
| 1878    | 1899 (décès)     | Auguste Barcouda                          | Républicain                | Propriétaire, Maire de Grenade                                                             |
| 1899    | 1901             | Victor Ucay                               | Républicain rallié         | Propriétaire à Grenade et Merville Maire de Merville (1913-1919)                           |
| 1901    | 1905 (décès)     | Honoré Serres                             | Rad.                       | Maire de Toulouse (1892-1894, 1895-1896, 1896-1905) Député (1902-1905)                     |
| 1905    | 1910 (décès)     | Dominique Bosc                            | Rad.                       | Vétérinaire - Maire de Grenade                                                             |
| 1910    | 1913             | Lucain Jouves                             | Rad.                       | Propriétaire, ancien adjoint au maire de Grenade, conseiller d'arrondissement              |
| 1913    | 1919             | Félix Michaud                             | Rad.                       | Propriétaire, maire de Grenade, conseiller d'arrondissement                                |
| 1919    | 1937             | Louis Père                                | Républicain Indépendant    | Maire de Sainte-Foy                                                                        |
| 1937    | 1940             | Roger Cazabon                             | SFIO                       | Négociant en bois, pépiniériste Maire de Grenade                                           |
|         |                  |                                           |                            |                                                                                            |
| 1945    | 1951             | Louis Marchand                            | SFIO                       | Maire de Grenade                                                                           |
| 1951    | 1967 (décès)     | Georges Brunet                            | Rad.                       | Agriculteur Maire de Merville                                                              |
| 1967    | 1976             | Louis Marchand                            | SFIO puis PS puis Soc.ind. | Maire de Grenade                                                                           |
| 1976    | 1982             | Bernard Moulères                          | DVD                        | Directeur technique Maire de Grenade (1975-1989)                                           |
| 1982    | 1992 (décès)     | Jean-Claude Gouze                         | PS                         | Médecin Maire de Grenade (1989-1992) Suppléant du député Jacques Roger-Machart (1988-1992) |
| 1992    | 2008             | Marie-Thérèse Gouze (épouse du précédent) | PS                         | Infirmière Adjointe au Maire de Grenade                                                    |
| 2008    | 2015             | Véronique Volto                           | PS                         | Chargée d'études Conseillère municipale de Grenade                                         |

### Conseillers d'arrondissement (de 1833 à 1940)
| Période                                  | Période | Identité                     | Étiquette   | Qualité |
| ---------------------------------------- | ------- | ---------------------------- | ----------- | --- |
| 1833                                     | 1842    | M. Abadie                    |             | Propriétaire, conseiller municipal de Toulouse |
| 1842                                     | 1848    | Laurent Antoine Cornac       |             | Notaire et propriétaire Maire de Grenade |
|                                          |         |                              |             | |
| 1874                                     |         | Bernard Bruyères (1824-1895) | Républicain | Propriétaire-rentier - Maire de Daux |
|                                          |         |                              |             | |
| 1895                                     | 1910    | Lucain Jouves                | Républicain | Propriétaire, adjoint au maire de Grenade |
| 1910                                     | 1913    | Félix Michaud                | Radical     | Propriétaire, maire de Grenade |
| 1913                                     | 1919    | Pierre Lagardelle            |             | Maire du Burgaud |
| 1919                                     | 1940    | M. Mauré                     | Radical     | Président du comice agricole de l'arrondissement de Toulouse, directeur de l'école d'agriculture d'Ondes, adjoint au maire de Grenade, Président du conseil d'arrondissement |
| 1940                                     |         |                              |             | Les conseils d'arrondissement ont été suspendus par la loi du 12 octobre 1940 et n'ont jamais été réactivés                                                                  |
| Les données manquantes sont à compléter. |         |                              |             | |